# Херсонський національний технічний університет
Херсонський національний технічний університет — заклад вищої освіти, розташований у місті Херсон, Україна.

## Загальна інформація
Вищий технічний навчальний заклад виник у Херсоні в 1959 році.
Херсонський національний технічний університет (ХНТУ) сьогодні представляє собою сучасний освітній заклад, який реалізує варіативні програми підготовки та підвищення кваліфікації фахівців, здійснює науково-дослідницьку діяльність, спрямовану на розробку інноваційних рішень для галузей машинобудування, текстильної, харчової, легкої промисловості, а також галузей, пов’язаних з технічною та економічною кібернетикою, електронікою, менеджментом, економікою, комп'ютерними науками та комп'ютерною інженерією.
Статус університету надано у 1997 році на підставі Постанови Кабінету Міністрів України від 24 березня 1997 року №254. На підставі Указу Президента України від 15.11.2004 року №1403/2004 Херсонському державному технічному університету надано статус національного. 3 серпня 2006 року спільним наказом Міністерства освіти і науки України та Національної академії наук України №594/333 базовим закладом Південного наукового центру Національної академії наук України і Міністерства освіти і науки України у Херсонській області призначено Херсонський національний технічний університет.
Після повномасштабного російського вторгнення з метою збереження життя та здоров’я громадян України, а також створення безпечного освітнього середовища, організації здобуття освіти, освітнього процесу в умовах воєнного стану, враховуючи надзвичайну безпекову ситуацію через окупацію міста Херсона (за місцезнаходженням Херсонського національного технічного університету), Міністерством освіти і науки України (наказ від 04.05.2022р. №410) прийнято рішення щодо тимчасового переміщення до завершення дії воєнного стану Херсонського національного технічного університету разом з Відокремленим структурним підрозділом «Економіко - технологічний фаховий коледж Херсонського національного технічного університету» до м. Хмельницький для проведення діяльності на базі Хмельницького національного університету за адресою: вул. Інститутська, 11 м. Хмельницький, 03037, де було відновлено діяльність.
Згідно з наказом Міністерства освіти і науки України від 28.04.2022р. № 86-к та виконуючою обов’язків ректора ХНТУ було призначено Чепелюк Олену Валеріївну, доктора технічних наук, професора, лауреата Національної премії України ім. Б. Патона, яка очолила евакуацію та здійснення заходів щодо організації освітнього процесу та матеріально-технічного забезпечення діяльності Університету за новим місцем розташування, а наказом Міністерства освіти і науки України від 13.07.2023 р. № 236-к Чепелюк Олену Валеріївну було призначено ректором Херсонського національного технічного університету з 14 липня 2023 року.
ХНТУ діє на підставі Статуту, затвердженого наказом Міністерства освіти і науки України від 04.06.2021 року № 619 та відомостей щодо здійснення освітньої діяльності у сфері вищої освіти (наказ МОН України від 11.02.2021 року №17-л «Про ліцензування освітньої діяльності») за відповідними освітньо-професійними, освітньо-науковими, науковими програмами на денній та заочній формах навчання.
Функціонування університету в усіх сферах його діяльності забезпечують чотири факультети: Інформаційних технологій та дизайну; Інженерії та транспорту; Інтегрованих технологій; Міжнародних економічних відносин, управління і бізнесу, до складу яких входять 16 кафедр, які є випусковими; відокремлений структурний підрозділ «Економіко-технологічний фаховий коледж Херсонського національного технічного університету»; підготовче відділення, аспірантура і докторантура; науково-дослідні центри та лабораторії та інші відділи і частини.
Загальна чисельність персоналу ХНТУ та його відокремленого структурного підрозділу «Економіко-технологічний фаховий коледж Херсонського національного технічного університету» становить 345 осіб, що свідчить про достатній кадровий потенціал для забезпечення освітньої, наукової та адміністративної діяльності університету та коледжу. Основна частина працівників (308 осіб) належить до Херсонського національного технічного університету. Серед них 175 осіб – науково-педагогічні, педагогічні та наукові працівники: з них 19 докторів наук (професорів), 100 кандидатів наук/докторів філософії (з них 93 доценти).
Підготовка фахівців з вищою освітою здійснюється за відповідними освітніми (освітньо-професійними та освітньо-науковими) програмами, враховуючи попит і вимоги ринку праці щодо конкурентоспроможності фахівців,а саме здійснюває професійну підготовку фахівців відповідно за 16 галузями знань, 84 освітньо-професійними програмами (28 спеціальностями).
Кількість впроваджених освітніх програм
у Херсонському національному технічному університеті
| Освітні рівні              | Кількість галузей знань | Кількість спеціальностей | Кількість освітніх програм |
| Перший (бакалаврський)     | 16                      | 27                       | 40                         |
| Другий (магістерський)     | 14                      | 25                       | 32                         |
| Третій (освітньо-науковий) | 9                       | 13                       | 13                         |

У ХНТУ видаються періодичні наукові видання, що включені до переліку Реєстру наукових фахових видань України  Реєстр наукових видань України (ukrintei.ua), це:
-    «Вісник ХНТУ» - журнал включено до наукометричних баз, електронних бібліотек та репозитаріїв: Google Scholar, CrossRef, National Library of Ukraine (Vernadsky), Бібліометрика української науки;
-   «Прикладні питання математичного моделювання» - індексується у Google Scholar, Index Copernicus International Journals Master List, CrossRef, National Library of Ukraine (Vernadsky), Бібліометрика української науки;
-   «Біомедична інженерія та електроніка» - індексується в Google Scholar, Citefactor, а також входить в Electronic Journals Library EZB University Library of Regensburg, бере участь у щорічній статистиці електронних наукових видань MIAR.
Наукові журнали ХНТУ публікують статті з 18 технічних та 7 економічних спеціальностей.  У «Віснику ХНТУ» готується отримання  категорії Б для наукових публікацій зі спеціальеості 181 - Харчові технології.
У ХНТУ на третьому освітньо-науковому рівні вищої освіти проводиться навчання 103 здобувачів наукового ступеня доктора філософії з 13 наукових спеціальностей з 9 галузей знань.
Інфраструктура університету включає такі основні об'єкти: комплекс навчально-лабораторних комплексів університету і економіко-технологічного фахового коледжу; комплекси навчально-лабораторних корпусів регіональних підрозділів університету; філії кафедр на виробництві; студмістечко; спортивний комплекс; будинки для викладачів; студентська амбулаторія сімейного лікаря. У розпорядженні студентів бібліотека, 13 комп'ютерні класи, спеціалізовані лабораторії.
Університетське містечко займає площу 27,3 га., навчально-лабораторна площа університету становить 63532 кв.м., що становить 8 кв.м. на одного студента денної форми навчання.

## Історія
24 березня 1997 року, радісно забились серця багатьох херсонців, а особливо, викладачів, співробітників і студентів Херсонського індустріального інституту. Саме цього дня прийнято постанову Кабінету Міністрів України про створення Херсонського державного технічного університету. Роки напруженої праці багатьох людей привели до великих здобутків нашого навчального закладу та їх належної оцінки. Згадаймо ж, що привело до цих знаменних подій…
Багато води спливло в сивому Дніпрі з того часу, коли в 1959 році, згідно з наказом Міністерства вищої і середньої спеціальної освіти від 7 вересня 1959 р. № 66, на базі збудованого Херсонського бавовняного комбінату був організований навчальний консультаційний пункт Київського інституту текстильної і легкої промисловості. З того часу цей маленький навчальний осередок стрімко розвивався, пройшовши за якихось 40 років шлях до сучасного технічного університету. Вже 12 березня 1960 року НКЦ реорганізувався у Херсонський загальнотехнічний факультет КТ і ЛП. З метою впорядкування системи навчання, тісного зв'язку навчально-виховного процесу з виробництвом і ширшого використання для заочної освіти навчально-матеріальної бази і професорсько-викладацького складу ВНЗ, покращення умов для навчання студентів-заочників Мінвузом України № 119 від 14 березня 1961 року Херсонський ЗТФ переданий Одеському технологічному інституту.
З 1 вересня 1961 року на ЗТФ вперше почало функціонувати денне відділення в кількості 75 чоловік. Крім того, в жовтні 1962 року відкрито Херсонський вечірній текстильний технікум. За станом на 1 лютого 1963 року контингент становив 1729 чоловік, викладачів — 44 чол. 1 вересня 1963 року Херсонська філія Одеського технологічного інституту ім. М. В. Ломоносова, із самостійним балансом і бюджетним рахунком в державному банку. До складу філії входили механіко-технологічний, загальнотехнічний факультети, вечірній текстильний технікум. На кафедрах філії успішно проводилися та всебічно розвивалися дослідження в галузі хімічної технології і модернізації існуючих технолгічних процесів та обладнання прядильного та ткацького виробництв, технологічних і машинобудівних заводів. Із року в рік зростала чисельність студентів, удосконалювалася матеріальна база, що сприяло підготовці фахівців високого рівня. Характерною особливістю філії були її тісні зв'язки з промисловістю, трудовими колективами текстильних підприємств. Поступове збільшення кількості факультетів та кафедр, призвело до організації самостійного ВНЗ.
29 грудня 1980 року, на базі філії Одеського технологічного інституту харчової промисловості, відкрився Херсонський індустріальний інститут. З роками розвивалась матеріальна база та науково-дослідницька робота ВНЗ, систематично вдосконалювався навчально-виховний процес, зміцнювався зв'язок з виробництвом. Херсонський індустриальний — єдиний в Україні навчальний заклад, котрий готує інженерів-технологів з первинної обробки льону, пряжі, ткацтву. На базі традиційних спеціальностей утворена принципово нова навчальна структура — республіканський навчально-науково-виробничий комплекс безперервної трьохзмінної підготовки інженерів текстильного профілю, в який крім інституту, входять шість текстильних навчальних закладів України. За 1980—1990 рр. обсяги науково-дослідницьких робіт збільшилися у 3,5 рази. Сприяло цьому впровадження госпрозрахунку в науково- дослідницькому секторі, відкриття галузевої лабораторії, факультету підвищення кваліфікації, науково-технічної діяльності молоді. Вихід на світовий ринок науково-технічного прогресу неможливий без динамічної перебудови і оптимізації роботи інституту.
В 1989—1990 рр. відкрито фізико-технічний ліцей, центр довузівської підготовки, навчально-науково-виробничий комплекс у Новій Каховці та кримському місті Армянську, новий обчислювальний центр із сіткою комп'ютерних класів. Розвивається і математична база. Введено в експлуатацію навчальний корпус площею 7000 кв. метрів, зводиться ще один площею 11 тисяч кв. метрів. Закуплено на 4.7 мільйонів гривень лабораторного і технічного устаткування, в том числі понад 100 персональних комп'ютерів. Так крок за кроком інститут нарощує міць, поступово завойовуючи нові висоти, що і є відображенням у поданій постанові уряду.
Статус університету надано у 1997 році на підставі Постанови Кабінету Міністрів України від 24 березня 1997 року №254.
На підставі Указу Президента України від 15.11.2004 року №1403/2004 Херсонському державному технічному університету надано статус національного.
24 лютого 2022 року повністю змінило життя кожного з українців і країни в цілому. Для збереження життєдіяльності ХНТУ, згідно з наказом Міністерства освіти і науки України, університет був тимчасово переміщений до м. Хмельницький (наказ Міністерства освіти та науки України від 04.05.2022р. №410), а виконання обов’язків ректора було покладено на Чепелюк Олену Валеріївну - доктора технічних наук, професора, лауреата Національної премії України ім. Б. Патона відповідно до наказів Міністерства освіти та науки України від 28.04.2022 р. № 86-к та від 28.10.2022 р. № 278-к.
Наказом Міністерства освіти і науки України № 236-к від 13.07.2023 року ректором Херсонського національного технічного університету було призначено д.т.н., професора Чепелюк Олену Валеріївну.

## Корпуси та кампуси
Незважаючи на безпрецедентні виклики, пов’язані з агресією росії та тимчасовою окупацією частини нашої області, Херсонський національний технічний університет продовжує активно дбати про збереження й відновлення своєї матеріально-технічної бази, одночасно дотримуючись принципів безпеки та піклуючись про життя і здоров’я своїх співробітників та здобувачів освіти.
До початку російської агресії 24.02.2022 року з 6-ти навчальних корпусів, які знаходяться на балансі університету, задіяними в освітньому процесі були 3-и (корпус №1, корпус №3 та корпус № 6), що розташовані в м. Херсоні. Майновий комплекс навчального корпусу № 7 ХНТУ з 2014 року знаходиться в оренді Південного регіонального управління Державної прикордонної служби України.
Через безпекову ситуацію у м. Херсоні та тимчасове переміщення закладу до м. Хмельницький навчальні корпуси, що знаходяться на балансі ХНТУ, в освітньому процесі не задіяні, проте продовжується робота з їх збереження.
Ректоратом, адміністративно-господарськими службами приділяється значна увага дотриманню балансу між збереженням матеріально-технічної бази університету й здоров’ям та життям кадрового складу. Силами співробітників, які залишалися в місті, в 2024 році організовано охорону навчальних корпусів №1, №3 та №6. Постійно підтримуються будівлі та прилегла територія в належному стані.
Студентське містечко ХНТУ складається з трьох гуртожитків. Загальна кількість місць проживання в них – 1150 людей. До повномасштабного вторгнення російських військ та окупації міста Херсона у гуртожитках проживало 632 особи, з них 385 студентів та 247 співробітників та сторонніх осіб.
Впродовж 2024 року, як і в попередні роки російсько-української війни, м. Херсон перебувало під постійними обстрілами ворога з тимчасово окупованого Лівобережжя Херсонщини. Періодично вибухи відбувалися на території ХНТУ та поруч, крім того були прямі влучення в споруди закладу. Внаслідок чого будівлі навчальних корпусів та гуртожитків зазнали збитків у вигляді вибитих вікон, пошкодження конструкційних елементів будівель та внутрішніх комунікацій.
У зв’язку з тим, що ХНТУ є тимчасово переміщений до м. Хмельницький, адміністрація університету здійснює заходи щодо створення матеріально-технічної бази та організації робочих місць для співробітників та студентів на базі Хмельницького національного університету, приміщення якого були надані ХНТУ для користування в загальній площі 366 кв.м.
Організаційні заходи, проведені університетом задля захисту навчальних корпусів, гуртожитків та інфраструктури загалом та тісна взаємодія з державними органами, волонтерськими й міжнародними організаціями сприяє отриманню матеріальної допомоги й обладнання для укриттів. Зокрема, наприкінці 2024 року досягнуті домовленості з Вільнюським технічним університетом імені Гедимінаса (VilniusTech) щодо отримання комплекту меблів для облаштування найпростішого укриття в підвальному приміщенні навчального корпусу №3. Меблі очікується отримати впродовж січня-лютого 2025 року.
ХНТУ, не зважаючи на тимчасове переміщення та ситуацію зі збройною агресією з боку рф, продовжує оновлювати свою матеріально-технічну базу як за рахунок коштів спеціального та загального фонду державного бюджету, так й за рахунок наданої фінансової допомоги від інших установ і організацій. Впродовж 2024 року було утворено нові та оновлено обладнання існуючих лабораторій.
Модернізація матеріально-технічної бази сприяє підвищенню якості підготовки фахівців різних спеціальностей та розвитку інноваційної діяльності університету в цілому.

## Сучасна структура
Факультет Інформаційних технологій та дизайну
Кафедри:
- Дизайну
- Комп'ютерних систем та мереж
- Інформатики і комп’ютерних наук
- Програмних засобів і технологій

Факультет Інтегрованих технологій
Кафедри:
- Товарознавства, стандартизації та сертифікації
- Харчових технологій
- Хімічних технологій, експертизи та безпеки харчової продукції
- Науково-дослідна лабораторія випробувань властивостей та експертизи якості текстильних матеріалів та виробів з них Херсонського національного технічного університету

Факультет Міжнародних економічних відносин, управління і бізнесу
Кафедри:
- Державного управління і місцевого самоврядування
- Зовнішньоекономічної діяльності
- Менеджменту, маркетингу і туризму
- Галузевого перекладу та іноземних мов
- Економіки, підприємництва та економічної безпеки
- Фінансів, обліку та оподаткування

Факультет Інженерії та транспорту
Кафедри:
- Автоматизації, робототехніки і мехатроніки
- Транспортних систем і технічного сервісу
- Енергетики, електротехніки і фізики
- Науково-дослідна лабораторія механічних випробувань та якості технологічного обладнання ХНТУ

## Ректори
- Семерніков Олександр Данилович (1961—1962)
- Заглубоцький Павло Михайлович (1963—1964)
- Александров Сергій Олександрович (1964—1965)
- Морін Юрій Федорович (1965—1971)
- Андросов Віктор Федорович (1971—1977)
- Шмат Костянтин Іванович (1977—1983)
- Грицак Володимир Трохимович (1983—1988)
- Васильєвих Леонід Аркадійович (1989—1996)
- Бардачов Юрій Миколайович (1996 — 2022)
- Чепелюк Олена Валеріївна (з 2022 року)

## Репутація
У консолідованому рейтингу закладів вищої освіти України 2023 р. ХНТУ посідає 122-у позицію з 239 ЗВО України, а у ТОП-200 — 125 позицію.
На разі, під час складання рейтингів, усе більшого значення набувають показники публікаційної активності викладачів у журналах, що включені до науковометричних баз Scopus та Web of Science. У рейтингу ЗВО за показниками бази даних SciVerse Scopus у 2023 році ХНТУ посідає 108 місце з 204 ЗВО України із 508 публікаціями та кількістю цитувань 1394. Індекс Гірша у 2023 році - 17.